# Molécula hipervalente
Um molécula hipervalente é uma molécula que contém um ou mais elementos representativos (grupos 1, 2, 13-18) formalmente tendo em órbita mais que oito elétrons em suas camadas de valência. Pentacloreto de fósforo (PCl5), hexafluoreto de enxofre (SF6), o íon fosfato (PO43−), e o íon tri-iodeto (I3−) são exemplos de moléculas hipervalentes. Moléculas hipervalentes foram primeiro definidas por Jeremy I. Musher em 1969 como moléculas dos elementos dos grupos 15-18 em qualquer outro estado de oxidação que o mais baixo.
Diversas classes específicas de moléculas hipervalentes existem:
- Compostos de iodo hipervalente são reagentes úteis em química orgânica.
- Sulfuranos e persulfuranos são compostos hipervalentes de enxofre.

## Ligações em moléculas hipervalentes
Desde que moléculas hipervalentes não são vistas obedecerem a regra do octeto, alguns modelos têm sido propostos para descrever suas propriedades de ligação. Irving Langmuir nos anos 1920 fixou a visão de que regra do octeto prevaleceu e que a ligação esteve baseada em interações iônicas (e.g. SF42+F22−). Seu oponente neste período, Gilbert N. Lewis por outro lado acreditava em expansão do octeto.
Acredita-se que ligações hipervalentes podem ser descritas como orbitais híbridos sp³d e sp³d² compostos de orbitais s, p, e d em níveis de energia mais altos. Entretanto, avanços no estudo de cálculos ab initio têm revelado que a contribuição dos orbitais d para a ligação hipervalente é demasiado pequena para descrever as propriedades das ligações, e essa descrição de orbitais híbridos é agora considerada como muito menos importante.
Como outra descrição de moléculas hipervalentes, modificações da regra do octeto têm sido tentadas para envolver características iônicas em ligações hipervalentes. Como uma dessas modificações, em 1951, foi proposto o conceito de ligação 3-centro-4-elétron (3c-4e), a qual descreve ligação hipervalente como um orbital molecular qualitativo. A ligação 3c-4e é descrita como três orbitais moleculares dados pela combinação de um p sobre um átomo central e dois orbitais ligantes: um orbital de ligação ocupado, um orbital de não ligação ocupado (HOMO) e um orbital antiligante não ocupado (LUMO). Esse modelo no qual a regra do octeto é preservada foi defendido por Musher.

## Notação N-X-L
A nomenclatura N-X-L, introduzida em 1980, é frequentemente usada para classificar compostos hipervalentes dos principais grupos de elementos, onde:
- N representa o número de elétrons de valência envolvidos na ligação
- X é o símbolo químico do átomo central
- L é o número de ligantes ao átomo central

Exemplos são
- XeF2, 10-Xe-2
- PCl5, 10-P-5
- SF6, 12-S-6
- IF7, 14-I-7